# Campionati europei di ciclismo su strada 2016
I Campionati europei di ciclismo su strada 2016 si sono svolti a Plumelec, in Francia, dal 14 al 18  settembre 2016.  Questa edizione ha rappresentato la prima aperta anche alla categoria Elite, uomini e donne.

## Eventi

### Cronometro individuali
Mercoledì 14 settembre
- 09:30 Donne Junior,  12,7 km
- 12:00 Uomini Under-23,  24,5 km
- 14:00 Uomini Junior, 25,5 km

Giovedì 15 settembre
- 10:30 Donne Elite e Under-23,  25,4 km
- 14:00 Uomini Elite,  45,5 km

### Corse in linea
Venerdì 16 settembre
- 10:00 Donne Junior,  68,5 km
- 13:30 Uomini Junior,  123,3 km

Sabato 17 settembre
- 09:00 Uomini Under-23,  150,7 km
- 14:00 Donne Elite e Under-23,  109,6 km

Domenica 18 settembre
- 10:30 Uomini Elite,  232,9 km

## Medagliere
| Pos.   | Nazione       | Oro | Argento | Bronzo | Totale |
| ------ | ------------- | --- | ------- | ------ | ------ |
| 1      | Francia       | 2   | 2       | 3      | 7      |
| 2      | Paesi Bassi   | 2   | 1       | 0      | 3      |
| 3      | Germania      | 2   | 0       | 1      | 3      |
| 4      | Italia        | 1   | 3       | 3      | 7      |
| 5      | Bielorussia   | 1   | 1       | 0      | 2      |
| 5      | Polonia       | 1   | 1       | 0      | 2      |
| 7      | Russia        | 1   | 0       | 1      | 2      |
| 7      | Spagna        | 1   | 0       | 1      | 2      |
| 9      | Slovacchia    | 1   | 0       | 0      | 1      |
| 10     | Belgio        | 0   | 2       | 0      | 2      |
| 11     | Danimarca     | 0   | 1       | 0      | 1      |
| 11     | Svizzera      | 0   | 1       | 0      | 1      |
| 13     | Norvegia      | 0   | 0       | 1      | 1      |
| 13     | Slovenia      | 0   | 0       | 1      | 1      |
| 13     | Gran Bretagna | 0   | 0       | 1      | 1      |
| Totale | Totale        | 12  | 12      | 12     | 36     |

## Sommario degli eventi
| Eventi                 | Oro                              | Tempo                     | Argento                          | Tempo | Bronzo                      | Tempo |
| Uomini Elite           |                                  |                           |                                  |       |                             |       |
| Gara in linea dettagli | Peter Sagan Slovacchia           | 5h34'23" Media 41,79 km/h | Julian Alaphilippe Francia       | s.t.  | Daniel Moreno Spagna        | s.t.  |
| Cronometro dettagli    | Jonathan Castroviejo Spagna      | 58'13" Media 46,89 km/h   | Victor Campenaerts Belgio        | a 30" | Moreno Moser Italia         | a 39" |
| Donne Elite            |                                  |                           |                                  |       |                             |       |
| Gara in linea dettagli | Anna van der Breggen Paesi Bassi | 2h55'55" Media 37,38 km/h | Katarzyna Niewiadoma Polonia     | s.t.  | Elisa Longo Borghini Italia | s.t.  |
| Cronometro dettagli    | Ellen van Dijk Paesi Bassi       | 36'41" Media 49,05 km/h   | Anna van der Breggen Paesi Bassi | a 18" | Ol'ga Zabelinskaja Russia   | a 23" |
| Uomini Under-23        |                                  |                           |                                  |       |                             |       |
| Gara in linea dettagli | Aljaksandr Rabušėnka Bielorussia | 3h32'43" Media 42,51 km/h | Bjorg Lambrecht Belgio           | s.t.  | Andrea Vendrame Italia      | s.t.  |
| Cronometro dettagli    | Lennard Kämna Germania           | 33'59" Media 43,26 km/h   | Filippo Ganna Italia             | a 30" | Rémi Cavagna Francia        | a 35" |
| Donne Under-23         |                                  |                           |                                  |       |                             |       |
| Gara in linea dettagli | Katarzyna Niewiadoma Polonia     | 2h55'55" Media 37,38 km/h | Cecilie Uttrup Ludwig Danimarca  | a 12" | Séverine Eraud Francia      | s.t.  |
| Cronometro dettagli    | Anastasija Jakovenko Russia      | 39'35" Media 38,51 km/h   | Ksenija Tuhai Bielorussia        | a 10" | Lisa Klein Germania         | a 12" |
| Uomini Junior          |                                  |                           |                                  |       |                             |       |
| Gara in linea dettagli | Nicolas Malle Francia            | 3h03'49" Media 40,27 km/h | Emilien Jeannière Francia        | s.t.  | Tadej Pogačar Slovenia      | s.t.  |
| Cronometro dettagli    | Alexys Brunel Francia            | 35'58" Media 42,54 km/h   | Marc Hirschi Svizzera            | a 11" | Iver Knotten Norvegia       | s.t.  |
| Donne Junior           |                                  |                           |                                  |       |                             |       |
| Gara in linea dettagli | Liane Lippert Germania           | 1h54'14" Media 35,98 km/h | Elisa Balsamo Italia             | a 4"  | Sophie Wright Gran Bretagna | s.t.  |
| Cronometro dettagli    | Lisa Morzenti Italia             | 19'02" Media 40,03 km/h   | Alessia Vigilia Italia           | a 14" | Juliette Labous Francia     | a 22" |